# Пальма-де-Мальорка (аэропорт)
Аэропорт Пальма-де-Мальорка (ИАТА: PMI, ИКАО: LEPA) (кат. Aeroport de Palma de Mallorca, исп. Aeropuerto de Palma de Mallorca) — третий по пассажирообороту (после Мадрида и Барселоны) аэропорт Испании. Расположен в 8 километрах к востоку от центра города Пальмы на юге острова Мальорка.
Аэропорт является крупнейшим из трёх международных аэропортов на Балеарских островах (другие два — на островах Ивиса и Менорка). Кроме гражданского назначения, аэропорт используется также как база испанских ВВС. 
Общая площадь аэропорта составляет 6,3 км². Максимальное количество пассажиров по состоянию на 2012 год составляет 25 миллионов человек в год. Общая площадь помещений аэровокзала — 250733 м². На лётном поле имеются 88 стоянок для пассажирских самолётов общей площадью в 70000 м². Перед аэропортом создана парковочная стоянка для автомобилей, рассчитанная на 4800 мест. К 2015 году территория аэропорта будет расширяться с тем, чтобы иметь возможность принимать до 38 миллионов пассажиров в год.
В военном секторе аэропорта базируются эскадрилья Ala 49 и Escuadrón 801, в который входят лёгкие транспортные самолёты и вертолёты.